# Luka Aračić
Luka Aračić (ur. 13 marca 1981 w Zagrzebiu) – chorwacki lekkoatleta specjalizujący się w skoku w dal. Dwukrotny mistrz Chorwacji w tej konkurencji, brązowy medalista Światowych Igrzysk Młodzieży 1998.
W 2000 roku zajął 8. pozycję w finale skoku w dal podczas Mistrzostw Świata Juniorów w Lekkoatletyce 2000. Rok później startował w tej samej konkurencji podczas Mistrzostw Świata w Lekkoatletyce 2001, jednak odpadł w kwalifikacjach, zajmując w swojej grupie eliminacyjnej 10. miejsce, i został ostatecznie sklasyfikowany na 18. pozycji.
W latach 2000 i 2001 zdobył dwa tytuły mistrza Chorwacji w skoku w dal.
Luka Aračić wielokrotnie ustanawiał rekordy Chorwacji w różnych kategoriach wiekowych – od 1996 roku jest rekordzistą Chorwacji w kategorii kadetów w biegu sztafetowym 4x60 metrów, a od 2001 w kategorii młodzieżowców w skoku w dal.
Do 2007 roku startował w zawodach lekkoatletycznych (w tym roku zdobył też swój ostatni medal halowych mistrzostw Chorwacji w skoku w dal), od tego czasu nie bierze już w nich udziału jako zawodnik. Obecnie jest trenerem dzieci i młodzieży w klubie Mladost Zagrzeb.

## Rekordy życiowe
- Bieg na 100 m - 10,86 (2000)
- Bieg na 200 m - 21,73 (2000)
- Skok w dal - 8,12 m (2001) rekord Chorwacji młodzieżowców
- Skok w dal (hala) - 7,94 m (2003)